# فخرالدین دوم
فَخرُالدین بن قُرقماز بن فخرالدین الاول معروف به فخرالدین دوم (‎۹۸۰–۱۰۴۵ ه‍. ق) از بزرگترین امیران خاندان معن بود. او در زمان امپراطوری عثمانی بر جبل لبنان حکومت کرد.

## زندگی‌نامه
نسب فخرالدین دوم به ربیعه بن نزار می‌رسد. فخرالدین دوم در سال ۹۸۰ ه‍.ق در بعقلین واقع در لبنان امروزی، که در آن زمان تحت سلطهٔ امپراتوری عثمانی بود به دنیا آمد. او که دروزی بود در سال ۱۰۱۱ ه‍.ق پس از پدرش به امارت رسید. فخرالدین بر بیروت مستولی شد و حکومتش قدرتی بی‌سابقه یافت. وی از راه دریا به ایتالیا سفر کرد و با خاندان مدیچی رابطه برقرار کرد. فخرالدین دوم از سال ۱۰۲۱ تا ۱۰۲۶ ه‍.ق را در اروپا گذراند و سپس دوباره به لبنان بازگشت و قلمرو خود را تا حدود حلب گسترش داد. در نتیجهٔ این پیشرفت‌ها او مورد غضب دولت عثمانی قرار گرفت و نهایتاً در سال ۱۰۳۶ دستگیر شد و همراه با دو پسرش زندانی گردید. نهایتاً او و پسرانش به دار آویخته شدند.
تاریخ درگذشت فخرالدین دوم ۱۳ آوریل ۱۶۳۵ میلادی ذکر شده‌است. از فخرالدین دوم مجسمه‌ای در منطقهٔ شوف وجود دارد.